# قناة اي نيوز الفضائية
قناة اي نيوز الفضائية (بالإنجليزية: I News Tv)‏ هي قناة تلفزيونية عراقية سياسية و‌إجتماعية مستقلة تملكها شركة الشرق الأوسط للخدمات الإعلامية بدأت بثها لأول مرة من بغداد عام 2018 ويقع مقرها في عاصمة العراق بغداد. يعتمد بثّها على التغطية الإخبارية عبر نشراتها المتعددة على مدار الساعة لتنقل الأحداث أولاً بأول، وتبثّ القناة نشراتها اليومية وبرامجها عبر القمر الصناعي نايل سات، كما يمكن مشاهدتها من خلال البث المباشر على مواقع التواصل الاجتماعي.

## الهدف
تعتمد القناة بشكل كامل على مصادرها الخاصَّة في انتقاء الأخبار ومراعاة الموثوقية والمصداقية قبل نقل الخبر إلى المتلقي، ولا سيَّما الأخبار العاجلة التي لها أهميَّة خاصَّة في نشرها، شعارها نعلم.. لتعلم.